# Alois Karl

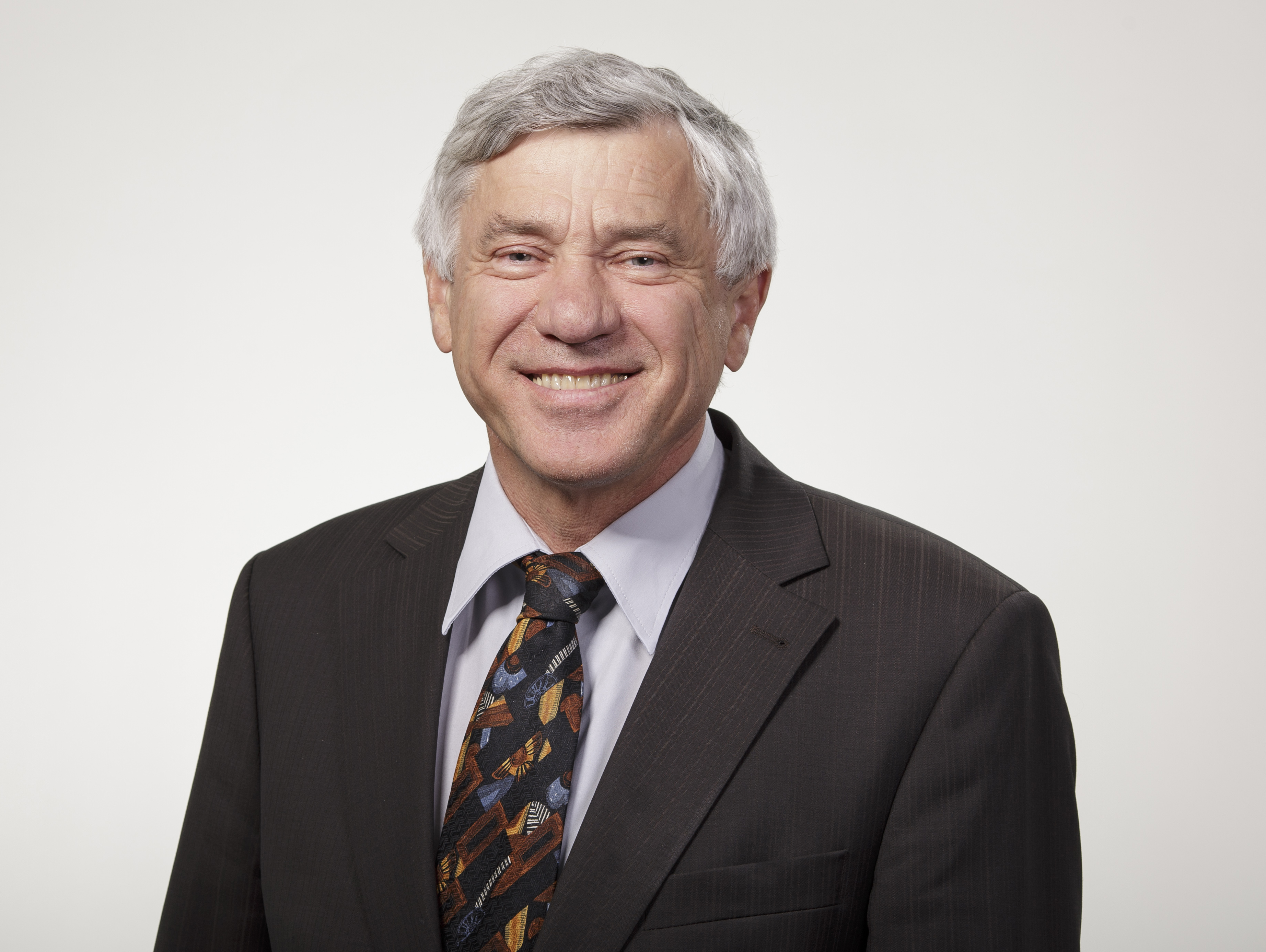
Alois Karl (2012)

Alois Karl (* 22. November 1950 in Neumarkt in der Oberpfalz) ist ein deutscher Politiker (CSU) und war von 2005 bis 2021 Mitglied des Deutschen Bundestages. Von 1990 bis 2005 war er Oberbürgermeister der Stadt Neumarkt in der Oberpfalz.

## Leben und Beruf
Nach dem Abitur absolvierte Karl ein Studium der Rechts- und Wirtschaftswissenschaften an der Universität Regensburg, welches er mit dem ersten juristischen Staatsexamen beendete. Während seines Studiums wurde Karl Mitglied der katholischen Studentenverbindung KDStV Rupertia Regensburg im Cartellverband. Nach dem Referendariat legte er 1979 auch das zweite Staatsexamen ab und war zunächst als Rechtsanwalt in Nürnberg tätig. Von 1981 bis 1990 leitete er schließlich das Rechtsamt der Stadt Neumarkt.
Alois Karl ist verheiratet und hat zwei Töchter. Sein Cousin ist der frühere CSU-Landtagsabgeordnete Herbert Fischer.
Von 2015 bis 2019 war er Vorsitzender des CSU-Kreisverbandes Neumarkt i.d.OPf.

## Abgeordneter
Seit 2005 ist er Mitglied des Deutschen Bundestages. Alois Karl ist als direkt gewählter Abgeordneter des Wahlkreises Amberg in den Bundestag eingezogen. Bei der Bundestagswahl 2013 erreichte er hier 58,4 % der Erststimmen.
Seit 2009 gehört er als ordentliches Mitglied dem Haushaltsausschuss an. 2009 bis 2013 gehörte er dem Ausschuss für Angelegenheiten der Europäischen Union an; seit 2013 ist er dort stellvertretendes Mitglied. Er ist zudem stellvertretender Vorsitzender der Arbeitsgruppe Kommunalpolitik der CDU/CSU-Bundestagsfraktion. Seit 2010 ist er Mitglied im Unterausschuss Europa des Haushaltsausschusses des Deutschen Bundestages; seit 2013 ist er dort stellvertretender Vorsitzender. Seit 2010 ist er Mitglied der Parlamentarischen Versammlung der OSZE. Seit 2014 ist er Vorsitzender der Deutsch-Baltischen Parlamentariergruppe des Deutschen Bundestages.
Seit 2013 ist er stellvertretendes Mitglied im Unterausschuss Kommunales des Innenausschusses des Deutschen Bundestages.
Er gehörte als ordentliches Mitglied von 2005 bis 2009 dem Ausschuss für Menschenrechte und humanitäre Hilfe, von 2005 bis 2009 dem Innenausschuss und von 2007 bis 2009 dem Petitionsausschuss des Deutschen Bundestages an.
Im 19. Deutschen Bundestag ist Karl Obmann des Unterausschusses für Fragen der Europäischen Union. Er gehört als ordentliches Mitglied dem Haushaltsausschuss an und als stellvertretendes Mitglied dem Ausschuss für Angelegenheiten der Europäischen Union.
Am 14. September 2009 erregte er Aufsehen, als er in Trautmannshofen bei einer Demonstration von Bauern gegen niedrige Milchpreise von einer Bäuerin mit Milch überschüttet wurde und sich dafür mit einer Ohrfeige revanchierte.
Im Juli 2020 gab er bekannt, bei der Bundestagswahl 2021 nicht mehr kandidieren zu wollen.

## Öffentliche Ämter
Seit 1984 ist Alois Karl Mitglied des Kreistages des Landkreises Neumarkt in der Oberpfalz.
Von 1990 bis 2005 war Karl Oberbürgermeister der Großen Kreisstadt Neumarkt in der Oberpfalz.
Von 1978 bis 1980 und von 2008 bis 2010 gehörte Alois Karl dem Stadtrat von Neumarkt an.

## Mitgliedschaften
Alois Karl ist Mitglied der überparteilichen Europa-Union Deutschland, die sich für ein föderales Europa und den europäischen Einigungsprozess einsetzt.
Alois Karl ist Beisitzer im Vorstand der Deutschen Afrika Stiftung.

## Ehrungen
- 2015: Ehrenbürgerschaft in Neumarkt.[6]
- 2019: Bayerische Verfassungsmedaille in Silber[7]
- 2020: Stern der Litauischen Diplomatie